# Tursiops erebennus
Tursiops erebennus és una espècie de cetaci de la família dels delfínids que habita les aigües costaneres de l'est dels Estats Units. Anteriorment era considerat una variant litoral del dofí mular (T. truncatus).

## Taxonomia
Edward Drinker Cope descrigué Delphinus erebennus el 1865. L'espècimen tipus havia quedat atrapat en una xarxa d'encerclament a Red Bank (Nova Jersey). Cope identificà diverses diferències físiques entre D. erebennus i D. tursio (actualment T. truncatus), incloent-hi la menor mida i el menor nombre de vèrtebres i de costelles del primer. Tanmateix, T. erebennus fou sinonimitzat amb T. truncatus més endavant. Els estudis i les avaluacions dels recursos pesquers distingien dos ecotips de T. truncatus: un de litoral i un d'alta mar. Les anàlisis genètiques suggeriren que l'ecotip litoral era genèticament distint. Costa et al. (2022) compararen la morfologia, l'ADN mitocondrial i l'ADN nuclear dels ecotips litoral i d'alta mar a l'oest de l'Atlàntic nord. Trobaren diferències importants i una divergència evolutiva considerable, cosa que els dugué a la conclusió que calia mantenir l'ecotip d'alta mar en el si de T. truncatus i recuperar T. erebennus com a nom científic del tipus litoral.
Cope no explicà l'elecció de l'epítet específic erebennus en la seva descripció del dofí el 1865. Sí que esmentà que l'espècimen tipus tenia una coloració fosca, així que hom ha plantejat la possibilitat que el nom tingui a veure amb l'Èreb, la deïtat primordial de la foscor en la mitologia grega. Costa et al. proposaren Tamanend's bottlenose dolphin com a nom vernacle de l'espècie en anglès, en referències a Tamenend, cap del Clan de la Tortuga de la nació lenape. Per elegir el nom vernacle, Costa et al. consultaren la Nació Tribal Lenni-Lenape de Nanticoke, els descendents dels habitants originals de la zona on es recollí l'holotip.
La Societat de Mastologia Marina acceptà T. erebennus com a espècie a part el 2023.

## Distribució
No es coneix amb certesa la distribució de T. erebennus. Se sap que habiten aigües litorals, incloent-hi badies i estuaris, a l'est dels Estats Units, des de Nova York fins a Florida. A més a més, estan relacionats genèticament amb poblacions litorals de dofins mulars al mar Carib i el golf de Mèxic, on podria ser que també visquessin. Calen estudis addicionals per determinar si les poblacions litorals del Carib i el golf de Mèxic pertanyen a T. erebennus.